# Шоколад (роман)

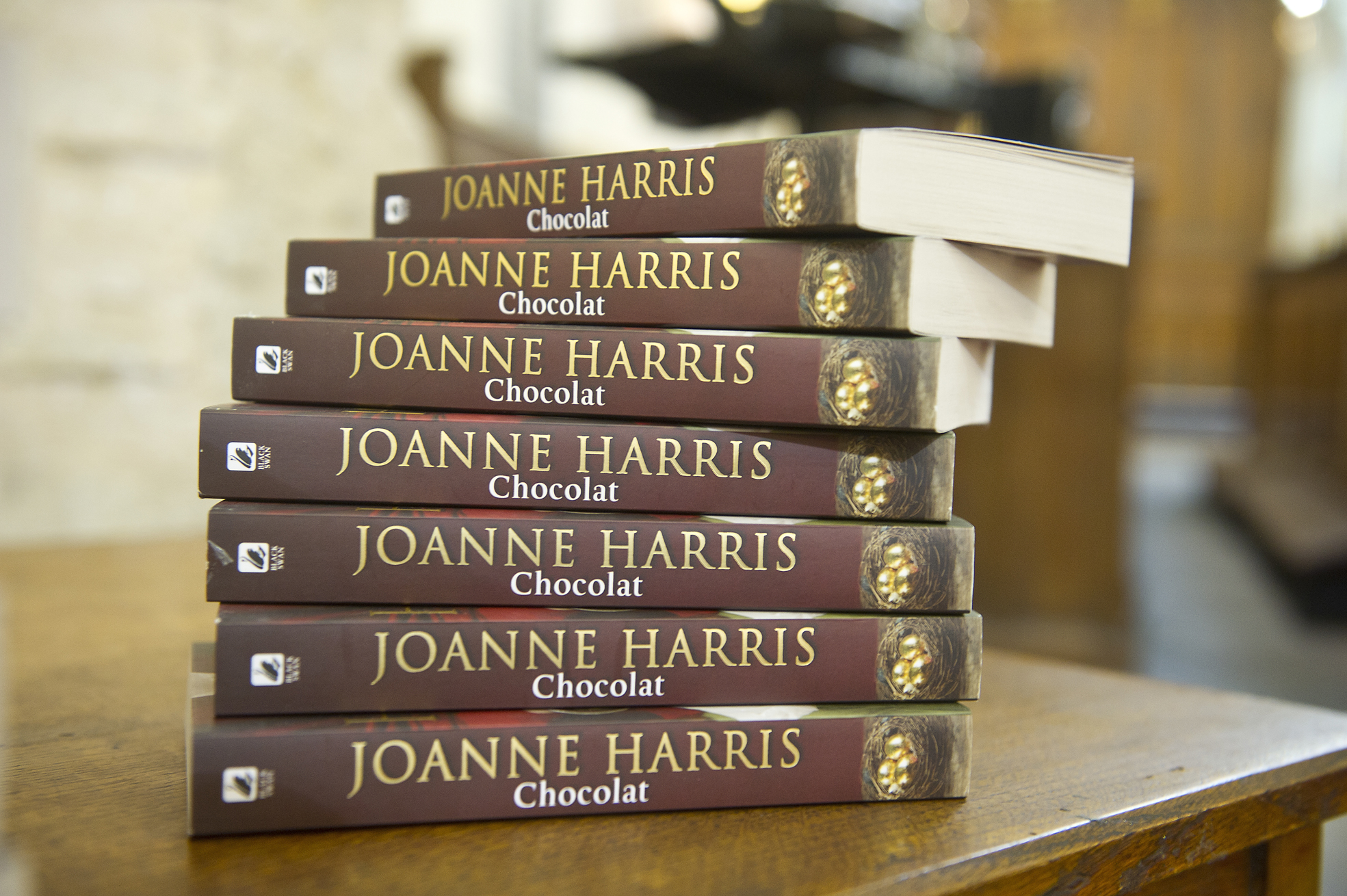
«Шоколад» на Міжнародному літературному фестивалі в Гібралтарі, 2013

«Шоколад» (англ. Chokolat) — третій роман англійської письменниці Джоан Гарріс, написаний у жанрі містичної мелодрами, що вийшов англійською мовою у 1999 році. Роман посів перше місце у переліку бестселерів газети «Санді таймс» і увійшов до шорт-листа Вітбредівської премії в номінації «Романи».
У 2015 році роман вийшов українською мовою у видавництві «Книжковий клуб «Клуб сімейного дозвілля». Переклад здійснено Володимиром Поляковим.

## Сюжет
Одного дня в невеличкому французькому містечку під час проведення карнавалу з'являється чарівна красуня Віанна Роше та її дочка Анук. Невдовзі вона відкриває шоколадний магазин і спокушає благочестивих мешканців небаченими досі ласощами з шоколаду. Місцевий священик обурений і ставить парафіян перед вибором — церква або шоколад. Віанна, немов чарівниця, уміє вгадувати сподівання і бажання людей. І їхні мрії починають збуватися! Але тільки коли в містечку з'явилися річкові мандрівники на чолі з гонористим Ру, Віанна врешті зрозуміла власні мрії.

## Кіноадаптація
Право на екранізацію роману було придбано кінокомпанією «Мірамакс філмс». Завдяки успіху фільму «Шоколад» (режисер Лассе Гальстрем, 2000) із Жульєт Бінош, Джуді Денч та Джонні Деппом у головних ролях, роман став ще популярнішим у світі, а сам фільм було номіновано у 8-ми категоріях на здобуття премії BAFTA та у 5-ти категоріях — на «Оскар». У 2012 році BBC показала двосерійну телевізійну адаптацію.

## Нагороди
Книга отримала премію Creative Freedom Award (2000) і Whittaker Gold та Platinum Awards (2001, 2012).
Увійшла в шорт-лист премії Whitbread Prize та Scripter Award (2001).
Шарль де Лінт високо оцінив роман, сказавши, що «Проза Гарріса — це абсолютне задоволення», порівнюючи «Шоколад» із «Як вода за шоколадом».

## Видання англійською
- 1999:  Велика Британія, Видавництво Doubleday (ISBN 0-385-41064-6); дата публікації 4 березня 1999, тверда палітурка (перше видання)
- 1999:  США, Видавництво Viking Adult (ISBN 0-670-88179-1), лютий 1999, тверда палітурка
- 2000:  Австралія, Видавництво Black Swan (ISN 0-552-99893-1), м'яка палітурка (film tie-in edition)